# 鈴木順一
鈴木 順一（すずき じゅんいち、1909年（明治42年）5月23日 - 1986年（昭和61年）10月13日）は、昭和期の実業家、政治家。参議院議員（1期）。群馬県出身。

## 経歴
11代鈴木喜左衛門の次男として、群馬県利根郡赤城根村（利根村を経て現沼田市）で生まれる。1930年（昭和5年）東京農業大学農学科を卒業した。
1942年（昭和17年）赤城根村森林協同組合長に就任。その他、群馬県重点産業用材常務取締役、司法省嘱託、群馬県利根区司法保護常務委員、関東少年保護団体連盟理事などを歴任した。1946年（昭和21年）鈴木工業社長に就任した。
1947年（昭和22年）4月の第1回参議院議員通常選挙に群馬県地方区から民主党公認で立候補して当選（補欠、任期3年）し、国民民主党に所属して参議院議員に1期在任した。この間、民主党副幹事長、同総務副委員長などを務めた。その後、第2回通常選挙、第26回衆議院議員総選挙に立候補したがいずれも落選した。
1986年（昭和61年）10月13日死去、77歳。死没日をもって勲四等旭日小綬章追贈、従五位に叙される。

## 親族
- 祖父 鈴木喜左衛門（赤城根村初代村長、群馬県会議員）[4]